# Monte Cocusso
Il monte Cocusso (Kokoš in sloveno) è un rilievo montuoso al confine tra Italia e Slovenia.. È il monte più alto del Carso Triestino.

## Etimologia
Nei secoli passati le popolazioni locali si riferivano al Monte Cucusso in svariati modi. Gli abitanti di Basovizza lo soprannominarono Maček ("Gatto"), intravedendoci una somiglianza con un grande felino dagli occhi incandescenti (spesso venivano accesi due falò sulla Velika Groblja e nei pressi dello Jirmanec). A Corgnale (Lokev), un paese in Slovenia a pochi chilometri dall'Italia, prese piede il toponimo di Ožeg ("Bruciato", dallo sloveno vžgati, ossia accendere), in seguito ad un incendio che si sviluppò sul versante settentrionale e si estese fino alle porte del centro abitato. La gente di Grozzana, infine, chiamava la montagna Golina, dallo sloveno Gol ("Spoglio"). Il versante orientale era infatti sassoso, privo di alberi e vegetazione arbustiva.
Sulle carte Josephinische Landes Aufnahme la zona del monte Cocusso ha segnati i toponimi:
- Berg Monte Kokos,  Jermantze  = Jirmanec,  Berg Hora (ovvero Gora) = Obrovnik
- Berg Tusti Verh (tolsti = grasso) = Vel. Gradišče.

Alcuni autori, come lo sloveno Boris Čok, riportano che dall'oronimo Golina deriverebbe l'attuale nome Cocusso. Golina sarebbe stato tradotto, per assonanza ma con scarsa perizia, in Gallina, successivamente ritradotto in Kokoš (Gallina in sloveno) e infine italianizzato toponomasticamente in Cocusso.
Certamente più attendibile è la spiegazione fornita da Dante Cannarella, noto divulgatore scientifico e autore di numerose pubblicazioni su Trieste e il Carso. Cocusso è un toponimo moderno, forma italiana di Kokus, che nelle lingue slave non ha alcun significato ma è semplicemente l'eufonia slovena del preesistente Concusso, privato di una lettera giacché nella grammatica slovena la n non può precedere la c. Il primo toponimo fu quindi Concusso (con la n), già riscontrabile nelle mappe del XVII secolo e in questa forma ancora in uso nei primi decenni del XX secolo.. 
Il toponimo Kokoš è presente già nelle prime carte militari Austroungariche del 1790. Nel Trattato di pace fra l'Italia e le Potenze Alleate del 1947 apparve per la prima volta la dicitura Cocusso (senza la n). Da allora, tutti i documenti e le pubblicazioni ufficiali citano il monte come Cocusso, accettando così la versione slovena che ha tolto la n dal nome originale Concusso, il cui etimo viene ricondotto alla comune radice cuc, oppure kuk (vetta), presente in antichi idiomi preromani. Il toponimo Kuk oppure Kovk o Kouk è presente in Slovenia in varie località.

## Morfologia
Il punto più elevato (672 m s.l.m., 45°38′39.58″N 13°53′42.54″E) coincide con la linea di demarcazione alla progressiva 79/23 ed è la massima elevazione della provincia di Trieste. Altre sommità del Cocusso sono:
- in territorio italiano, la Velika Groblja (662 m s.l.m., 45°38′25.58″N 13°53′41.17″E), un tumulo funerario di pietre risalenti all'età del bronzo, punto trigonometrico e panoramico;[13]
- in territorio sloveno, la cima Kokoš (663 m s.l.m., 45°38′42.36″N 13°53′34.44″E), in prossimità della linea di demarcazione alla progressiva 79/20;[14]
- in territorio sloveno, lo Jirmanec (670 m s.l.m., 45°38′39.48″N 13°54′00.72″E), ove è situato il rifugio Planinska koča na Kokoši;[15]
- in territorio sloveno, lo Žleb (655 m s.l.m., 45°38′33.36″N 13°54′20.88″E).[16]

La dorsale prosegue in direzione Est scendendo fino a quota 627 m s.l.m. (45°38′25.08″N 13°54′50.4″E), sella che viene considerata il limite fisico tra il Cocusso, le sue elevazioni satelliti e il Castellaro Maggiore (Veliko Gradišče, 742 m s.l.m., 45°38′24.36″N 13°55′42.96″E).
Il monte Cocusso è raggiungibile tramite i sentieri CAI 3 e 28 che, da Basovizza, da Grozzana oppure da Pesek, conducono alla cima Jirmanec, raccordata con numerosi sentieri o carrarecce anche dai versanti sloveni.

## Flora e fauna
La vegetazione è caratterizzata prevalentemente da ampi boschi di pini neri. Sul versante occidentale, a 550 m s.l.m. si trova una particella sperimentale di abete di Cefalonia, piantata dai forestali austriaci nel 1884. Poco sopra, a quota 643 m s.l.m., è presente un centinaio di abeti rossi, piantati nel 1936. Il versante meridionale ospita la tipica boscaglia carsica di carpini neri. Notevoli alcuni alberi di grosse dimensioni, tra cui un imponente tiglio selvatico (circonferenza 353 cm) e un isolato faggio (circonferenza 273 cm).
I boschi del Monte Cocusso sono l'habitat di molte specie animali. Spicca per diffusione il capriolo che, con circa trenta capi ogni cento ettari, raggiunge una delle densità più elevate in Italia. Abbonda il cinghiale, potenzialmente dannoso per le coltivazioni, la volpe e lo scoiattolo. Più difficili da incontrare sono la lepre, il tasso e la donnola. Dalla prospiciente Val Rosandra, si spinge fino al Cocusso il corvo imperiale e il notturno gufo reale. Comune è la gazza, la ghiandaia, la poiana, l'upupa, il picchio verde e rosso nonché numerose specie di corvidi. Uccelli non stanziali, ma segnalati con una certa frequenza, sono l'aquila reale, il falco pecchiaiolo e il biancone. Occasionalmente sono stati avvistati orsi e, più raramente, lupi.
Nei pressi di Basovizza, la landa carsica alle pendici del Cocusso è stata oggetto di un recupero finalizzato al reinserimento del pascolo.

## Luoghi d'interesse
- Tra le elevazioni Kokoš e Velika Groblja, si trova un cippo confinario in pietra (45°38′37.1″N 13°53′56.51″E), risalente al 1818, che divideva la Città di Trieste dalla Signoria di Schwarzenegg e dalla Signoria di San Servolo.[25]
- Sulla pendice nord-ovest slovena del monte Cocusso, nel periodo dell'ex Jugoslavia era stata eretta un'enorme scritta in pietra inneggiante a Tito. Più volte cancellata e ripristinata,[26] nel 2004 fu oggetto di scontro istituzionale tra Provincia di Trieste e Repubblica di Slovenia. Oggetto della diatriba fu l'opportunità di mantenere tale scritta, per alcuni «esaltante il responsabile politico e morale della tragica occupazione militare di Trieste nel maggio del 1945», per altri un ricordo del «ruolo che Tito svolse durante la lotta di liberazione dall'occupazione fascista».[27]
- Vicino al monte Cocusso, tra l'abitato di Pesek e quello di Draga, si trovano i ruderi di un'antica ghiacciaia (jazera) (414 m s.l.m., 45°37′46.38″N 13°53′10.85″E), un tempo utilizzata per la produzione e la conservazione del ghiaccio.[28][29]

## Escursioni
- Il Cocusso è una meta assai frequentata da gitanti, escursionisti, sportivi e ciclisti in mountain bike. Ospita regolarmente alcune manifestazioni agonistiche, tra cui il Kokoš Trail[30] e la Gorskega teka na Kokoš.[31]. A cavallo tra 2011 e 2012, si è svolta la 111 giorni del Kokoš, sfida non agonistica che premiava il maggior numero di ascensioni individuali in un arco temporale di 111 giorni.[32]

## Galleria d'immagini

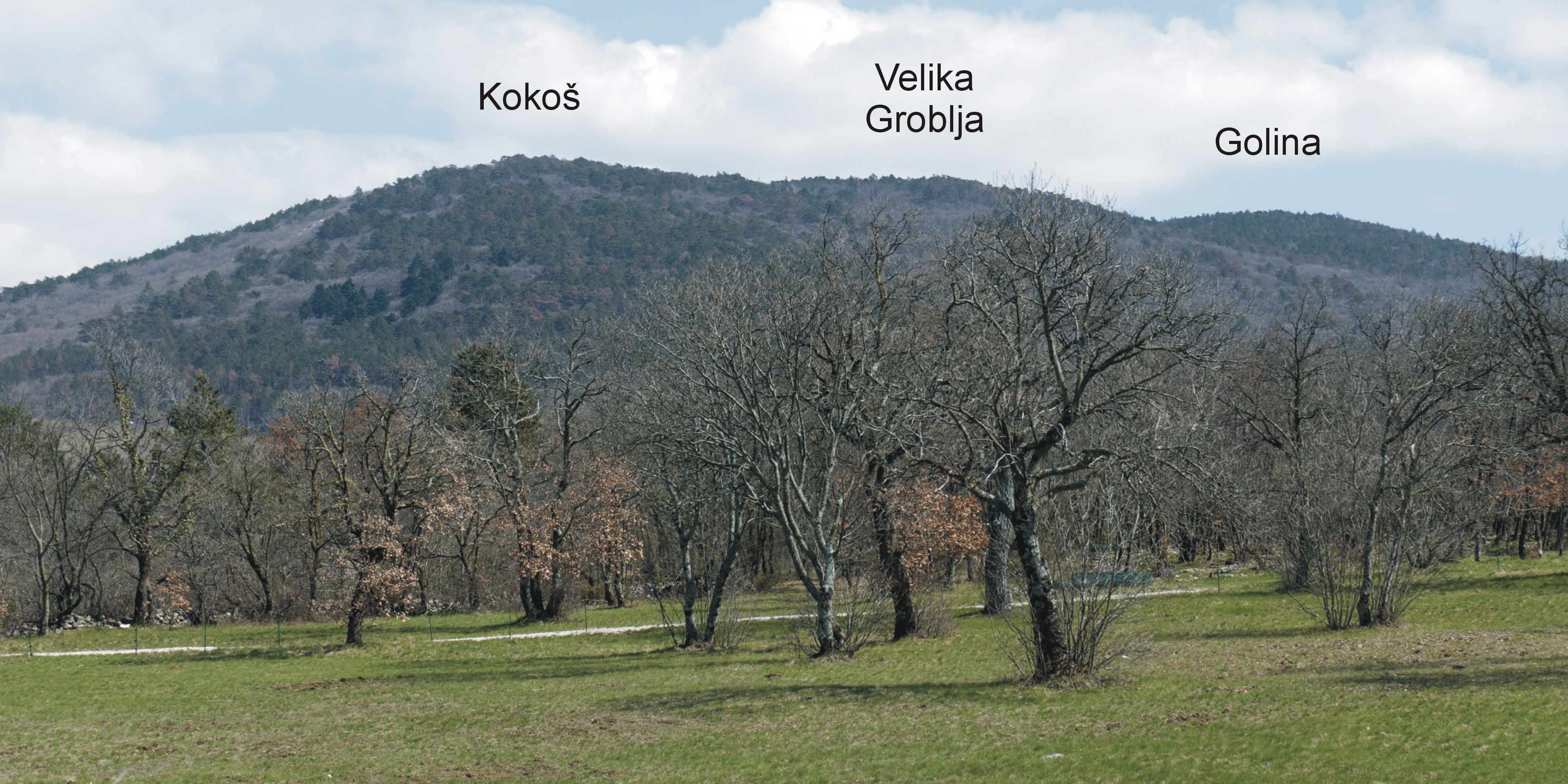
Monte Cocusso (versante meridionale di Basovizza)
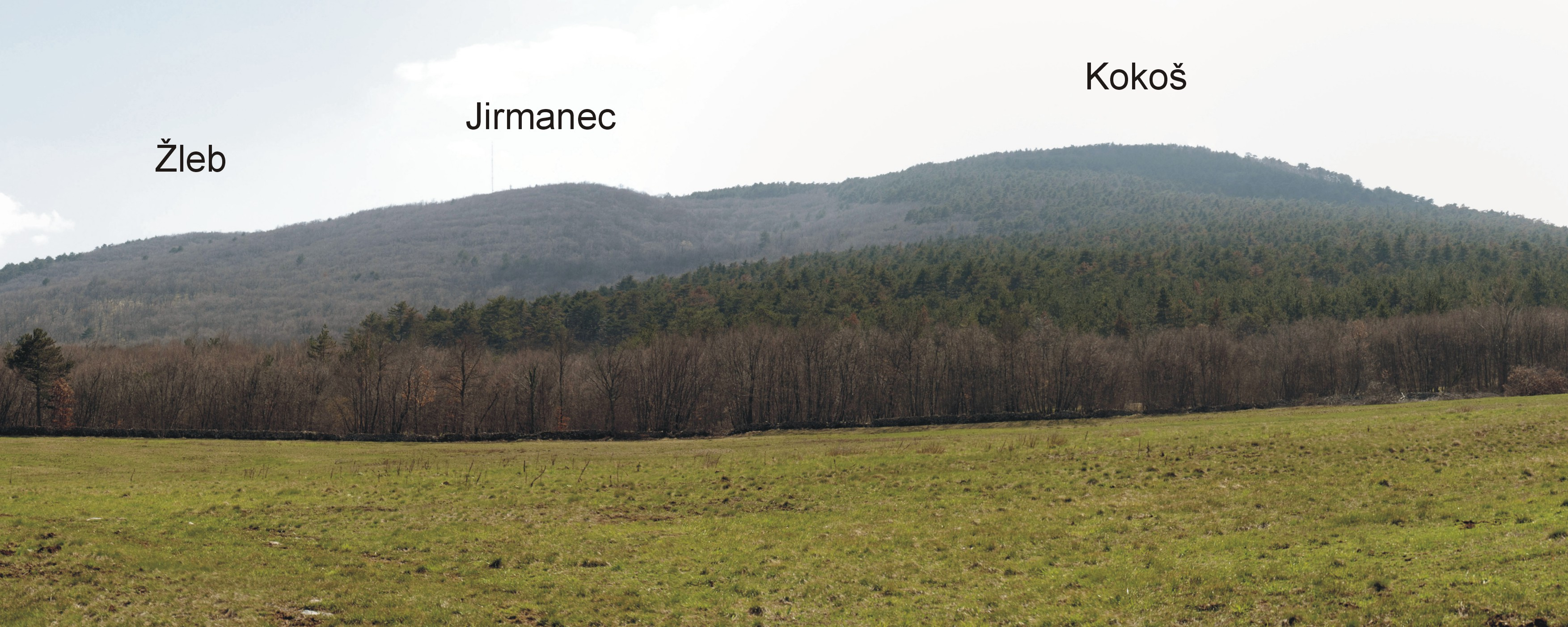
Monte Cocusso (versante settentrionale)
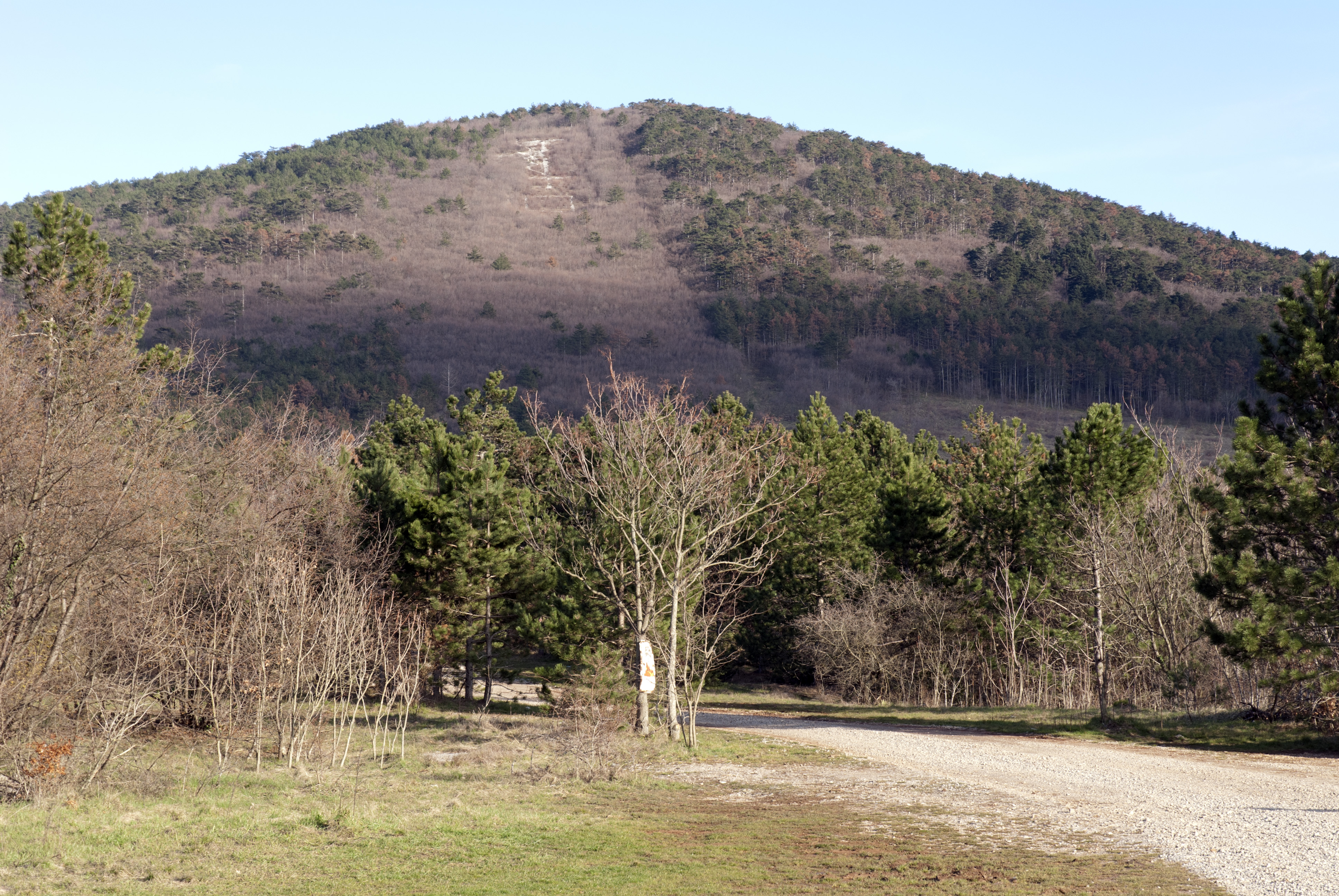
Monte Cocusso (versante occidentale)
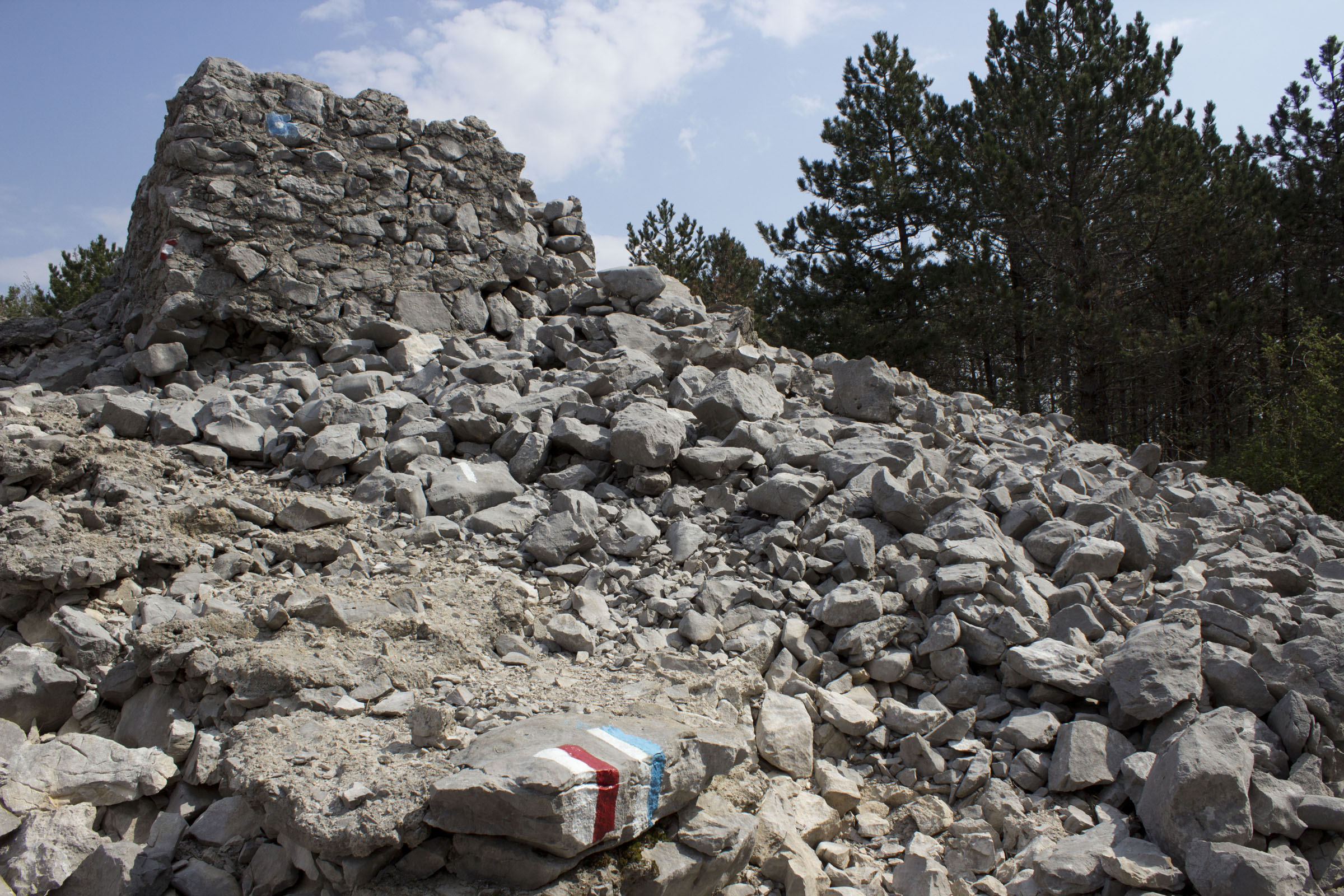
Velika Groblja
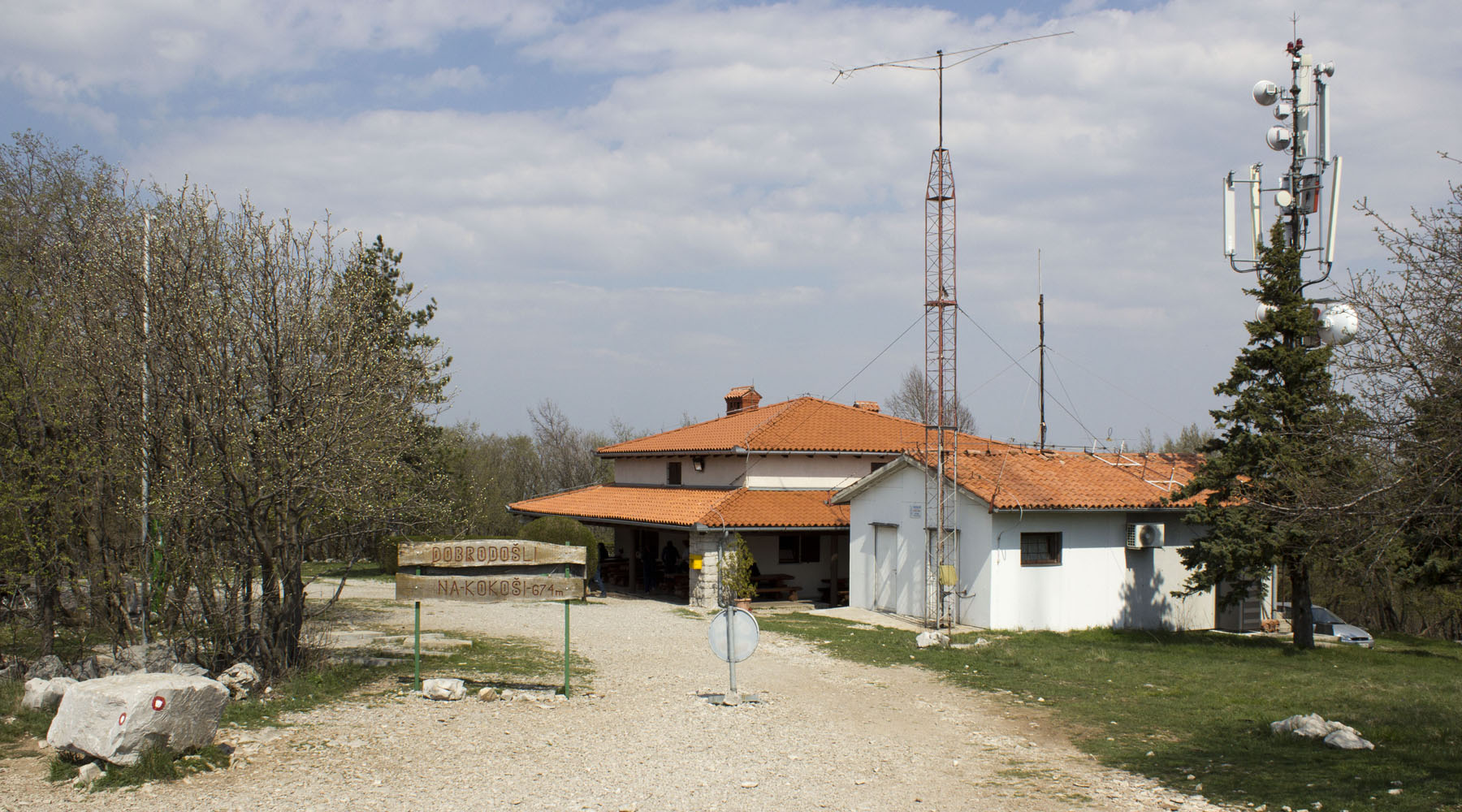
Rifugio Planinska koča
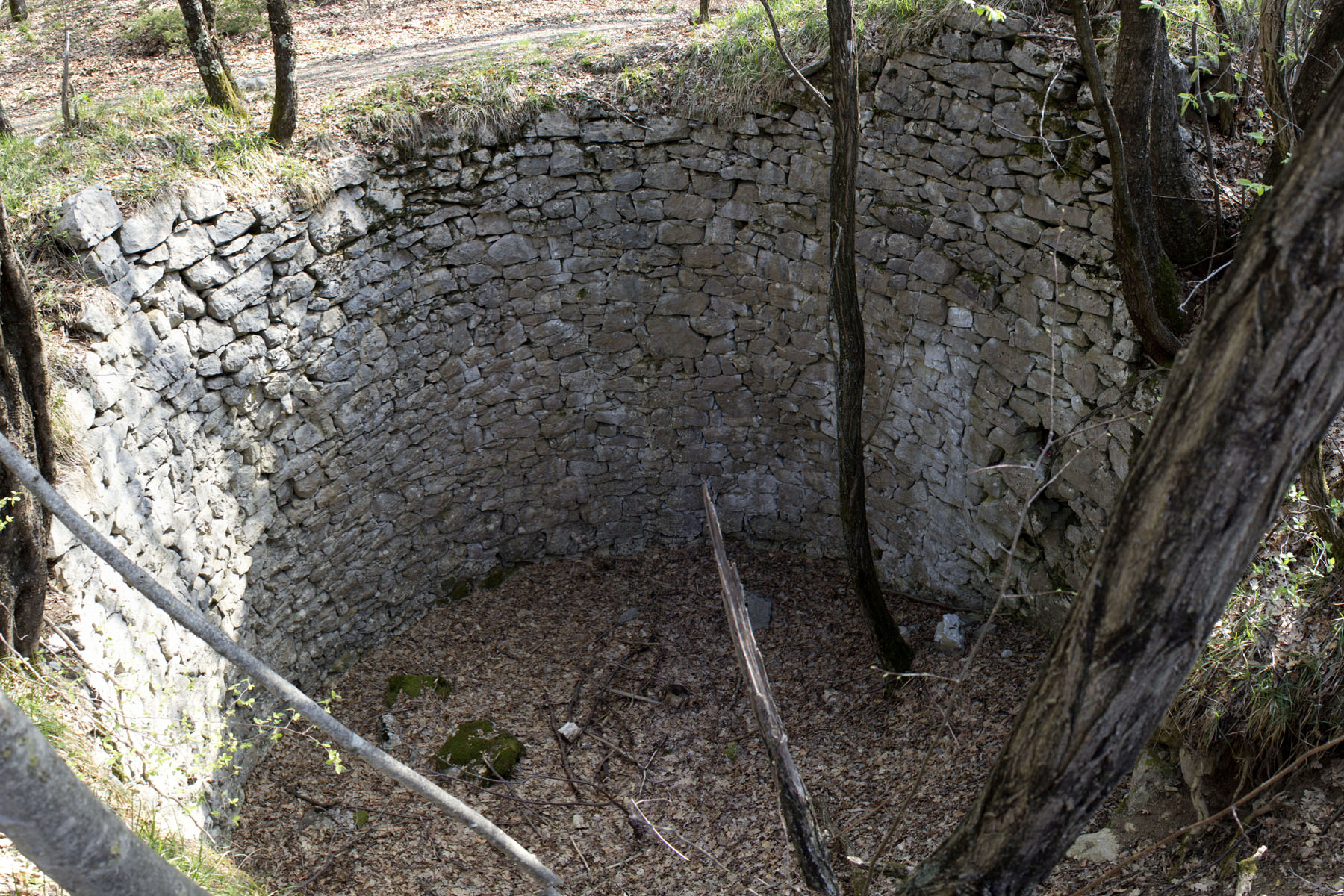
La ghiacciaia (jazera) di Draga